# Morte bianca (romanzo)
Morte bianca (White Death) è il quarto libro della serie dei NUMA files, scritto da Clive Cussler in collaborazione con Paul Kemprecos e pubblicato nel 2003.

## Trama
In questo romanzo Kurt Austin e Joe Zavala, dopo un'operazione di soccorso al largo delle isole Fær Øer, si trovano ad indagare su un complotto ordito da una multinazionale che si occupa dell'allevamento in massa di pesci modificati geneticamente. Dovranno fermarla prima che provochi danni irreparabili all'ecosistema.

## Edizioni
- Clive Cussler e Paul Kemprecos, Morte bianca, traduzione di Paola Mirizzi Zoppi, collana La Gaja scienza, Longanesi, 9 novembre 2006,  p. 450, ISBN 9788830422186.

- Clive Cussler e Paul Kemprecos, Morte bianca, traduzione di Paola Mirizzi Zoppi, Teadue, TEA, 2008,  p. 447, ISBN 9788850215393.

- Clive Cussler e Paul Kemprecos, Morte bianca, traduzione di Paola Mirizzi Zoppi, Best TEA, TEA, 29 ottobre 2009,  p. 323, ISBN 9788850219780.

- Clive Cussler e Paul Kemprecos, Morte bianca, traduzione di Paola Mirizzi Zoppi, Best TEA, TEA, 30 marzo 2017,  p. 448, ISBN 9788850245383.